# Топол-при-Медводах
Топол-при-Медводах (словен. Topol pri Medvodah) — поселення в общині Медводе, Осреднєсловенський регіон, Словенія. 
Висота над рівнем моря: 645,6 м.